# Fútbol femenino en los Juegos del Pacífico
El fútbol femenino es una de las disciplinas en la que se disputan medallas en los Juegos del Pacífico.
Comenzó a practicarse en la edición 2003 disputada en Suva, Fiyi. Desde entonces Papúa Nueva Guinea ganó todas las medallas doradas relegando al segundo puesto a Nueva Caledonia, en dos ocasiones, Fiyi, Guam y Tonga. El campeonato en su totalidad suele utilizarse como primera fase del Torneo Preolímpico Femenino de la OFC de ese año, siendo la selección que consigue la medalla de oro la que avanza a una final ante Nueva Zelanda por un lugar en los Juegos Olímpicos del año próximo.

## Palmarés
| Año          | Sede               | · Medalla de oro   | Final Resultado | · Medalla de plata | · Medalla de bronce | Resultado | Cuarto lugar |
| ------------ | ------------------ | ------------------ | --------------- | ------------------ | ------------------- | --------- | ------------ |
| 2003 Detalle | Fiyi               | Papúa Nueva Guinea | Lig.            | Guam               | Tonga               | Lig.      | Tahití       |
| 2007 Detalle | Samoa              | Papúa Nueva Guinea | 3:1             | Tonga              | Fiyi                | 1:0       | Tahití       |
| 2011 Detalle | Nueva Caledonia    | Papúa Nueva Guinea | 2:1             | Nueva Caledonia    | Fiyi                | 1:0       | Tonga        |
| 2015 Detalle | Papúa Nueva Guinea | Papúa Nueva Guinea | 1:0             | Nueva Caledonia    | Islas Cook          | 2:0       | Samoa        |
| 2019 Detalle | Samoa              | Papúa Nueva Guinea | 3:1             | Samoa              | Fiyi                | 3:1       | Islas Cook   |
| 2023 Detalle | Islas Salomón      | Papúa Nueva Guinea | 4:1             | Fiyi               | Nueva Caledonia     | 3:1       | Samoa        |

## Medallero
| Núm. | País               | Oro | Plata | Bronce | Total |
| ---- | ------------------ | --- | ----- | ------ | ----- |
| 1    | Papúa Nueva Guinea | 6   | 0     | 0      | 6     |
| 2    | Nueva Caledonia    | 0   | 2     | 1      | 3     |
| 3    | Fiyi               | 0   | 1     | 3      | 4     |
| 4    | Tonga              | 0   | 1     | 1      | 2     |
| 5    | Samoa              | 0   | 1     | 0      | 1     |
| 6    | Guam               | 0   | 1     | 0      | 1     |
| 7    | Islas Cook         | 0   | 0     | 1      | 1     |

## Estadísticas

### Tabla acumulada
| Equipo | Equipo             | Pts | PJ | PG | PE | PP | GF | GC | Dif | Rend  |
| ------ | ------------------ | --- | -- | -- | -- | -- | -- | -- | --- | ----- |
| 1      | Papúa Nueva Guinea | 55  | 22 | 18 | 1  | 3  | 74 | 13 | 61  | 83,3% |
| 2      | Fiyi               | 35  | 19 | 11 | 2  | 6  | 30 | 25 | 5   | 61,4% |
| 3      | Tonga              | 26  | 19 | 7  | 5  | 7  | 22 | 23 | -1  | 45,6% |
| 4      | Tahití             | 24  | 15 | 7  | 3  | 5  | 23 | 15 | 8   | 53,3% |
| 5      | Nueva Caledonia    | 23  | 14 | 7  | 2  | 5  | 37 | 16 | 21  | 54,7% |
| 6      | Guam               | 13  | 9  | 3  | 4  | 2  | 10 | 5  | 5   | 48,1% |
| 7      | Samoa              | 11  | 8  | 3  | 2  | 3  | 7  | 12 | -5  | 45,8% |
| 8      | Islas Cook         | 10  | 11 | 2  | 4  | 5  | 10 | 20 | -10 | 30,3% |
| 9      | Islas Salomón      | 7   | 11 | 2  | 1  | 8  | 10 | 26 | -16 | 21,2% |
| 10     | Vanuatu            | 4   | 6  | 1  | 1  | 4  | 17 | 12 | 5   | 22,2% |
| 11     | Samoa Americana    | 1   | 8  | 0  | 1  | 7  | 1  | 36 | -35 | 4,1%  |
| 12     | Kiribati           | 0   | 6  | 0  | 0  | 6  | 2  | 38 | -36 | 0%    |

### Participaciones
| N° de part. | Selección          | Año                    |
| ----------- | ------------------ | ---------------------- |
| 4           | Papúa Nueva Guinea | 2003, 2007, 2011, 2015 |
| 4           | Fiyi               | 2003, 2007, 2011, 2015 |
| 4           | Tonga              | 2003, 2007, 2011, 2015 |
| 3           | Islas Cook         | 2007, 2011, 2015       |
| 3           | Islas Salomón      | 2007, 2011, 2015       |
| 3           | Nueva Caledonia    | 2007, 2011, 2015       |
| 3           | Tahití             | 2003, 2007, 2011       |
| 2           | Guam               | 2003, 2011             |
| 2           | Samoa              | 2007, 2015             |
| 2           | Samoa Americana    | 2007, 2011             |
| 1           | Kiribati           | 2003                   |
| 1           | Vanuatu            | 2003                   |

## Goleadoras por edición
| Temporada | Jugador            | Club               | Goles |
| --------- | ------------------ | ------------------ | ----- |
| 2003      | Lavinia Taga       | Vanuatu            | 11    |
| 2007      | Lydia Banabas      | Papúa Nueva Guinea | 8     |
| 2011      | Christelle Wahnawe | Nueva Caledonia    | 12    |
| 2015      | Christelle Wahnawe | Nueva Caledonia    | 10    |
| 2019      | Ramona Padio       | Papúa Nueva Guinea | 9     |
| 2023      | Ramona Padio       | Papúa Nueva Guinea | 11    |

## Desempeño
|                               | AñosEquipo                    |                               | 03 | 07 | 11 | 15 | 19 | 23 | Años        |
| ----------------------------- | ----------------------------- | ----------------------------- | -- | -- | -- | -- | -- | -- | ----------- |
| Samoa Americana               | Samoa Americana               | Samoa Americana               | –  | P  | P  | –  | P  | 9  | 4           |
| Islas Cook                    | Islas Cook                    | Islas Cook                    | –  | P  | P  | 3  | 4  | 10 | 5           |
| Fiyi                          | Fiyi                          | Fiyi                          | 5  | 3  | 3  | P  | 3  | 2  | 6           |
| Guam                          | Guam                          | Guam                          | 2  | –  | P  | –  | –  | –  | 2           |
| Kiribati                      | Kiribati                      | Kiribati                      | 7  | –  | –  | –  | –  | –  | 1           |
| Nueva Caledonia               | Nueva Caledonia               | Nueva Caledonia               | –  | P  | 2  | 2  | P  | 3  | 5           |
| Papúa Nueva Guinea            | Papúa Nueva Guinea            | Papúa Nueva Guinea            | 1  | 1  | 1  | 1  | 1  | 1  | 6           |
| Samoa                         | Samoa                         | Samoa                         | –  | P  | –  | 4  | 2  | 4  | 4           |
| Islas Salomón                 | Islas Salomón                 | Islas Salomón                 | –  | P  | P  | P  | P  | 6  | 5           |
| Tahití                        | Tahití                        | Tahití                        | 4  | 4  | P  | –  | P  | 8  | 5           |
| Tonga                         | Tonga                         | Tonga                         | 3  | 2  | 4  | P  | P  | 7  | 6           |
| Vanuatu                       | Vanuatu                       | Vanuatu                       | 6  | –  | –  | –  | P  | 5  | 3           |
| Cantidad de equipos Total: 18 | Cantidad de equipos Total: 18 | Cantidad de equipos Total: 18 | 7  | 9  | 9  | 7  | 10 | 10 | 6 Ediciones |